# Pont de Jingyue
Le pont de Jingyue est un pont à haubans traversant le Yangzi Jiang, à Jingzhou, dans la province de Hubei, en Chine